# Sépulture mégalithique d'Enez-Vihan
La sépulture mégalithique d'Enez-Vihan est un monument mégalithique situé à la pointe sud-ouest de l'îlot d'Enez-Vihan, commune de Pleumeur-Bodou, dans le département français des Côtes-d'Armor.

## Description
Le monument n'a officiellement été signalé qu'en 1983 mais il a été endommagé par les anciennes exploitations granitières et a fait l'objet de fouilles clandestines antérieures. Le tumulus est plutôt bien conservé : il mesure environ 4,30 m de diamètre pour un maximum de 2 m de hauteur et comporte encore plusieurs portions d'un mur de parement. Le monument mégalithique n'est pas clairement identifié, il pourrait s'agir d'une sépulture à entrée latérale incomplète, son plan correspondant à celui d'un « L » inversé. La chambre est orientée nord-est/sud-ouest. Elle mesure 4,30 m de long sur 1 à 1,30 m de large pour une hauteur moyenne d'environ 1,50 m. Elle est délimitée au nord-est, par une dalle de chevet, côté est, par cinq orthostates et côté ouest par deux à trois dalles intercalées avec un affleurement naturel. La chambre est précédée d'un couloir orienté est/ouest délimité par trois dalles côté nord et deux côté sud mais cette partie du monument est endommagée. Toutes les dalles de couverture sont manquantes, seul un fragment de bloc débité est visible dans l'angle nord.
Un affleurement rocheux naturel visible au pied du tumulus côté oriental est recouvert de cupules sur sa face sud.
En l'absence d'une fouille complète, le mobilier archéologique associé connu se limite à une hache polie en dolérite (type A) et un éclat de silex.